# Szepestapolca
Szepestapolca (1899-ig Szepes-Teplicz, szlovákul: Spišská Teplica, németül: Zeplitz) község Szlovákiában, az Eperjesi kerületben, a Poprádi járásban.

## Fekvése
Poprádtól 4 km-re délnyugatra, a Poprád mellett, a Hernád forrásvidéke felett fekszik.

## Nevének eredete
Neve a szláv toplica (= hévíz) főnévből származik.

## Története
Ősidők óta lakott hely, határában bronzkori leletek kerültek elő.
A mai települést a 13. század közepén soltész általi betelepítéssel alapították a savniki apátság birtokán. 1280-ban említik először. 1327-ben „Topoloucha”, 1436-ban „Teplyka” alakban említik a korabeli források. A középkorban a savniki cisztercita apátság jobbágyfalva volt, majd 1530-ban Lőcse zálogfaluja lett. 1613 és 1885 között papírkészítő műhelye volt, melyet Spillenberger Sámuel lőcsei polgár alapított. 1697-ben a jezsuiták vásárolták meg.
Már a középkorban is hetipiacai voltak, majd 1755-től két országos vásárt is tarthatott. 1776-tól az újonnan alapított szepesi püspökséghez tartozott. Lakói zöldségtermesztéssel, a 18. században mezőgazdasággal, favágással, faárukészítéssel és szeszfőzéssel foglalkoztak. 1787-ben 121 házában 1010 lakos élt.
A 18. század végén Vályi András így ír róla: „TEPLICZ. Mezőváros Szepes Várm. lakosai többfélék, fekszik Poprádhoz 1/4 mértföldnyire; papiros malma is van, határjában legelője kevés, és sovány, más javai vagynak.”
1828-ban 1060 lakosa volt. A 19. században lakói mezőgazdasággal, erdei munkákkal foglalkoztak, később Szvit és Poprád üzemeiben dolgoztak.
Fényes Elek 1851-ben kiadott geográfiai szótárában így ír a településről: „Teplicz, tót m. v. Szepes vgyében, egy szép és termékeny térségen, a Poprád jobb partján: 1041 kath., 19 evang. lak., kik hajdan németek és evangelikusok voltak. Van kath. paroch. temploma, papirosmalma, melly 1613. állitatott s igy legelőször hazánkban. Határa nem nagy, de termékeny, különösen sok és hires káposztát terem; erdeje egy a legjobb karban tartottak közül Szepesben. F. u. a szepesi püspök s a schavniki uradalomhoz tartozik. Régenten Lőcséhez tartozott, melly 1569-ben vette zálogba.”
A trianoni diktátumig Szepes vármegye Szepesszombati járásához tartozott.

## Népessége
| Év:            | 1994. | 2004.    | 2014.    | 2024.   |
| -------------- | ----- | -------- | -------- | ------- |
| Emberek száma: | 1666  | 1933     | 2236     | 2286    |
| Eltérés:       |       | +16,02 % | +15,67 % | +2,23 % |

| Év:            | 2023. | 2024.   |
| -------------- | ----- | ------- |
| Emberek száma: | 2273  | 2286    |
| Eltérés:       |       | +0,57 % |

1910-ben 976, túlnyomórészt szlovák anyanyelvű lakosa volt.
2001-ben 1835 lakosából 1756 szlovák volt.
2011-ben 2175 lakosából 1981 szlovák volt.
2021-ben 2253 lakosából 3 magyar, 14 (+71) cigány, 1 (+3) ruszin, 2162 (+5) szlovák, 20 (+6) egyéb és 53 ismeretlen nemzetiségű volt.

## Neves személyek
- Itt született 1647-ben Pilarik Jeremiás evangélikus lelkész és tanár.

## Nevezetességei
- Szentháromság temploma 1837-ben épült a lebontott 14. századi gótikus templom helyén. 14. századi gótikus Madonna-szobra van.
- Barokk lakóház a 18. század elejéről.
- Első és második világháborús hősi emlékmű.
- Egykori papírmalmát Spillenberger Sámuel főorvos alapította 1613-ban